# دکل تلویزیونی وینیتسا
دکل تلویزیونی وینیتسا(به روسی: Вінницька телевежа) دکلی است که در شهر وینیتسا، کشور اوکراین قرار دارد. این دکل ۳۵۴ متر ارتفاع دارد.